# Erdre-en-Anjou
Erdre-en-Anjou is een gemeente in het Franse departement Maine-et-Loire in de regio Pays de la Loire. De gemeente maakt deel uit van het arrondissement Segré. Erdre-en-Anjou telde op 1 januari 2022 5.784 inwoners.

## Geschiedenis
De gemeente Erdre-en-Anjou ontstond op 28 december 2015 uit de gemeenten Brain-sur-Longuenée, Gené, La Pouëze en Vern-d'Anjou. Vern-d'Anjou werd bij deze herindeling de hoofdplaats van de gemeente.

## Geografie
De oppervlakte van Erdre-en-Anjou bedroeg op 1 januari 2022 89,94 vierkante kilometer; de bevolkingsdichtheid was toen 64,3 inwoners per km². Het laagste punt in Erdre-en-Anjou is 33 meter en het hoogste punt 102 meter.
Erdre-en-Anjou grenst aan de buurgemeenten Angrie, Becon-les-Granits, Chazé-sur-Argos, Grez-Neuville, Le Lion-d'Angers, Longuenée-en-Anjou, Saint-Clément-de-la-Place, Segré-en-Anjou Bleu en Val d'Erdre-Auxence.

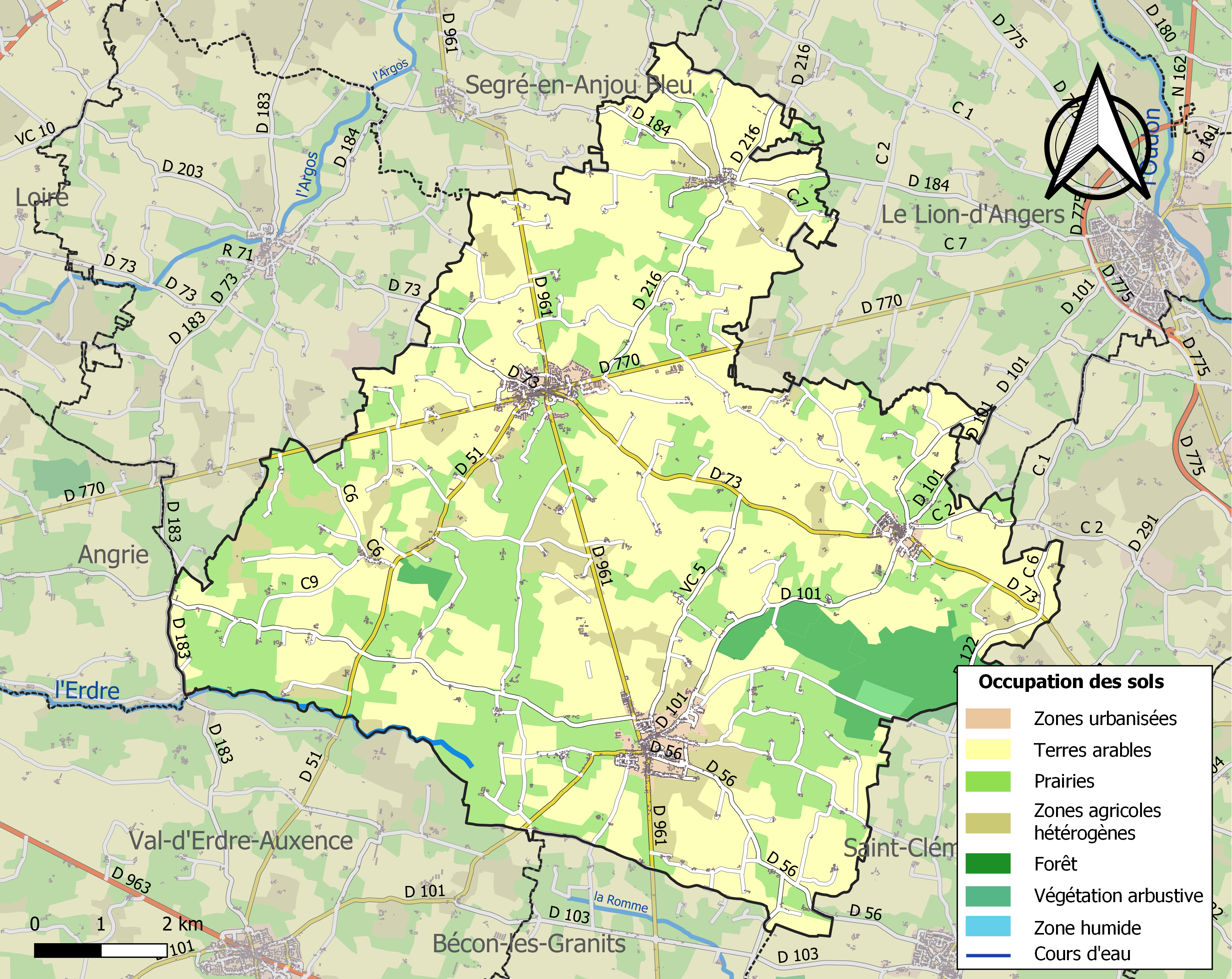
Kaart van de gemeente met de belangrijkste infrastructuur, bodemgebruik en omliggende gemeenten